# Horodok (Rivne)
Horodok (ucraniano: Городо́к; polaco: Gródek) es un municipio rural y pueblo de Ucrania, perteneciente al raión de Rivne de la óblast de Rivne.
En 2020, el municipio tenía una población de 10 626 habitantes, de los cuales algo menos de tres mil vivían en el propio pueblo y el resto repartidos en once pedanías. El municipio se fundó en 2020 mediante la fusión del hasta entonces consejo rural de Horodok (que incluía como pedanías a Karpýlivka, Ponébel, Karayévychi, Rubche, Métkiv y Myjáilivka) con los vecinos consejos rurales de Brónnyky (con sus pedanías Bilivski Jutorý y Rohachiv) y Obáriv (con su pedanía Stavký).
Tiene su origen en torno a una isla fluvial en la que se construyó un castillo medieval. Se conoce la existencia del pueblo desde 1463. El señorío estuvo en manos de familias nobles hasta 1516, cuando las tierras fueron entregadas al monasterio de las Cuevas de Kiev, que estableció aquí un nuevo monasterio bajo su jurisdicción, que hizo que se asentaran en Horodok numerosos líderes religiosos de la época. Tras ser anexionada la zona por el Imperio ruso, en 1794 Catalina II suprimió el monasterio y entregó el señorío a la familia noble magiar Esterházy.
El pueblo se ubica a orillas del río Ustia, en la periferia noroccidental de Rivne, junto a la salida de la ciudad de la carretera H22 que lleva a Lutsk.